# Pablo Soda
José Pablo Soda (Jesús María, 21 ottobre 1994) è un calciatore argentino, attaccante dell'Estudiantes (SL).

## Carriera
Ha giocato nella seconda divisione argentina e nella prima divisione dei campionati cileno e venezuelano.